# Cozmeni
Cozmeni [kozˈmenʲ] (veraltet Cozmaș; ungarisch Csíkkozmás) ist eine Gemeinde im Kreis Harghita, in der Region Siebenbürgen in Rumänien.

## Geographische Lage

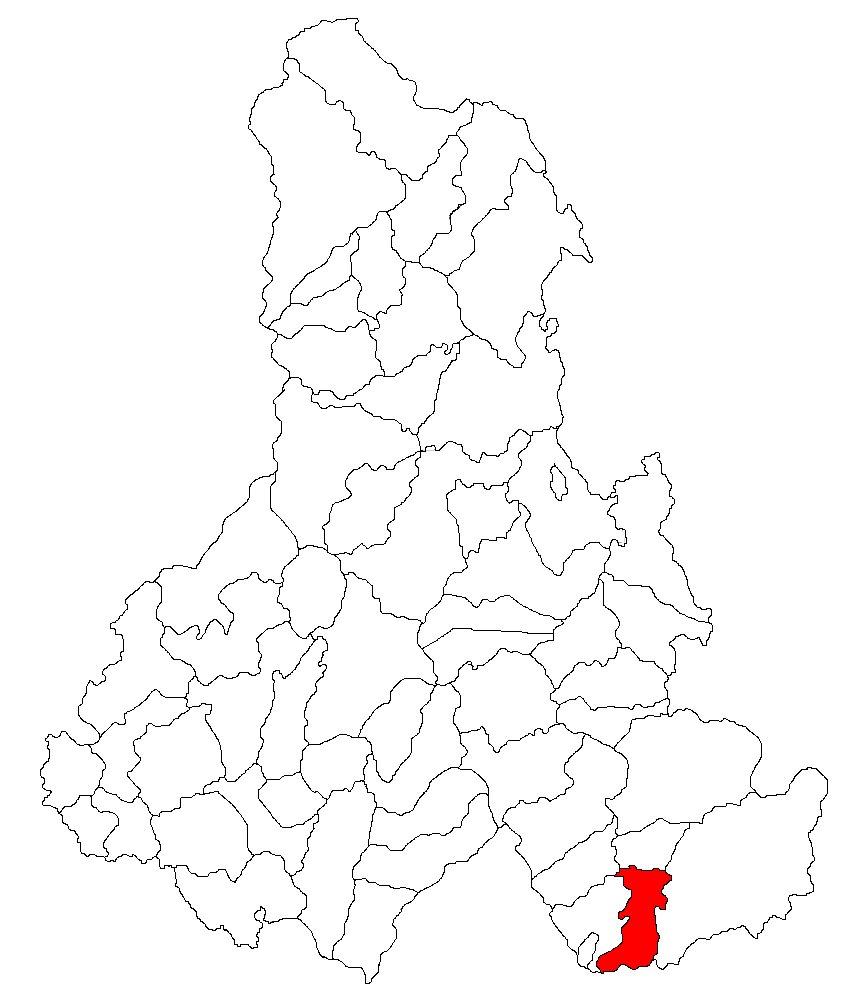
Lage der Gemeinde Cozmeni im Kreis Harghita

Die Gemeinde Cozmeni liegt östlich Nordsiebenbürgens in den Südwestausläufern des Ciucului-Gebirges, einem Teilgebirge der Ostkarpaten, in der historischen Region Szeklerland. Am gleichnamigen Bach, ein linker Nebenfluss des Olt (Alt), und der Einmündung der Nationalstraße 11B in den Drum național 12 liegt der Ort Cozmeni zehn Kilometer nördlich der Kleinstadt Băile Tușnad (Bad Tuschnad). Die Kreishauptstadt Miercurea Ciuc (Szeklerburg) befindet sich 22 Kilometer nordwestlich entfernt.
Der nächstgelegene Bahnhof befindet sich etwa sieben Kilometer entfernt in Tușnadu Nou in der Nachbargemeinde Tușnad an der Bahnstrecke von Sfântu Gheorghe nach Adjud.

## Geschichte
Der mehrheitlich von Szeklern bewohnte Ort Cozmeni wurde 1333 erstmals urkundlich erwähnt. Das Verzeichnis historischer Denkmäler des Ministeriums für Kultur und nationales Erbe (Ministerul Culturii și Patrimoniului Național) weist auf ein bei Kőházkert hinter dem Anwesen Nr. 104 gelegenes Siedlungsgebiet aus der Latènezeit hin. Zudem bestehen bei Piscul cu șea (ungarisch Nyergestetö) Reste eines kleinen mittelalterlichen Turms, der von einem Graben und einer Wehrmauer umgeben ist.
Im Königreich Ungarn gehörte Cozmeni dem Stuhlbezirk Kászonalcsík in der Gespanschaft Csík (rumänisch Comitatul Ciuc), anschließend dem historischen Kreis Ciuc und ab 1950 dem heutigen Kreis Harghita an.
Die Gemeinde Cozmeni wurde 2002 neu gegründet, bis dahin war sie Teil der östlichen Nachbargemeinde Sânmartin.

## Bevölkerung
Die Bevölkerung auf dem Gebiet der heutigen Gemeinde Cozmeni entwickelte sich wie folgt:
| Volkszählung | Volkszählung | Ethnische Zusammensetzung | Ethnische Zusammensetzung | Ethnische Zusammensetzung | Ethnische Zusammensetzung |
| Jahr         | Bevölkerung  | Rumänen                   | Ungarn                    | Deutsche                  | andere                    |
| ------------ | ------------ | ------------------------- | ------------------------- | ------------------------- | ------------------------- |
| 1850         | 2.539        | 313                       | 2.198                     | 6                         | 22                        |
| 1930         | 2.076        | 10                        | 2.064                     | 1                         | 1                         |
| 1977         | 2.125        | 2                         | 1.953                     | -                         | 170                       |
| 2002         | 1.986        | 23                        | 1.959                     | -                         | 6                         |
| 2011         | 2.115        | 13                        | 2.005                     | -                         | 97                        |
| 2021         | 2.125        | 16                        | 1.863                     | 2                         | 244 (14 Roma)             |

Seit 1850 wurde auf dem Gebiet der heutigen Gemeinde Cozmeni die höchste Einwohnerzahl und die der Magyaren, der Rumänen und die der Rumäniendeutschen 1850 ermittelt. Die höchste Anzahl der Roma (170) wurde 1977 registriert.

## Sehenswürdigkeiten
- Im Gemeindezentrum die römisch-katholische Kirche Sf. Cosma și Damian[9] laut dem Verzeichnis historischer Denkmäler im 14. Jahrhundert errichtet und im 19. Jahrhundert erneuert, steht unter Denkmalschutz.[4]
- Im Gemeindezentrum das ehemalige Pfarrhaus, heute Katecheseraum, wurde 1720 errichtet und das Holzhaus der Familie Szöcs Lajos (Haus Nr. 202) 1882 errichtet, stehen unter Denkmalschutz.[4]
- Im eingemeindeten Dorf Lăzărești (ungarisch Lázárfalva) die römisch-katholische Kirche Ziua Domnului[10] 1883 errichtet und die griechisch-katholische Kirche Sf. Nicolae[11] im 18. Jahrhundert errichtet, stehen unter Denkmalschutz.[4]
- An der Nationalstraße DN11B beim Cașin-Pass (ungarisch Nyerges-hágó) zwischen Cozmeni und dem Dorf Cașinu Nou der Gemeinde Plăieșii de Jos das 5,40 Meter hohe Denkmal(⊙) der gefallenen Szekler in der ungarischen Revolution von 1848/1849,[12] 1896 errichtet, steht unter Denkmalschutz.[4]

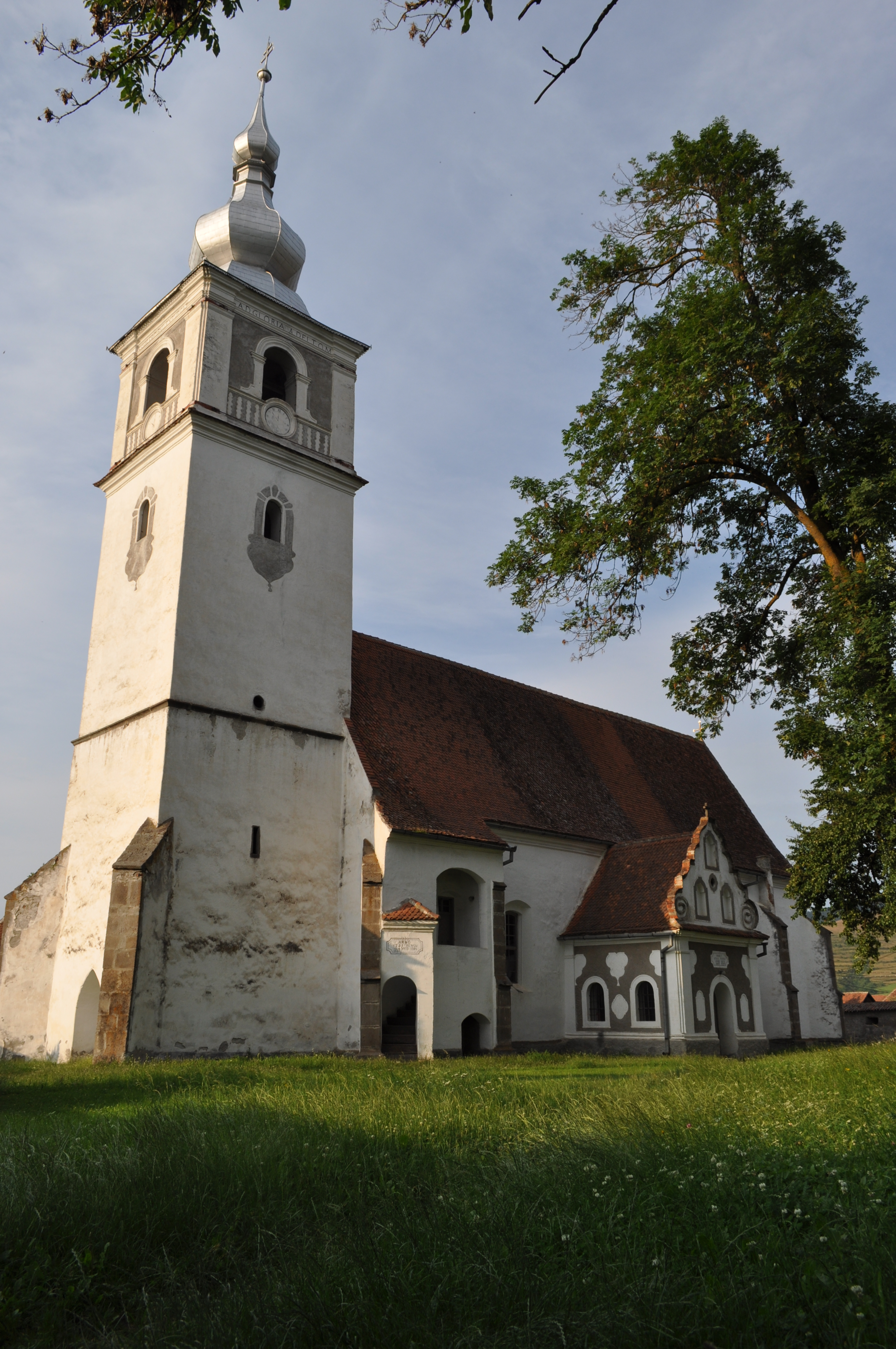
Katholischen Kirche in Cozmeni
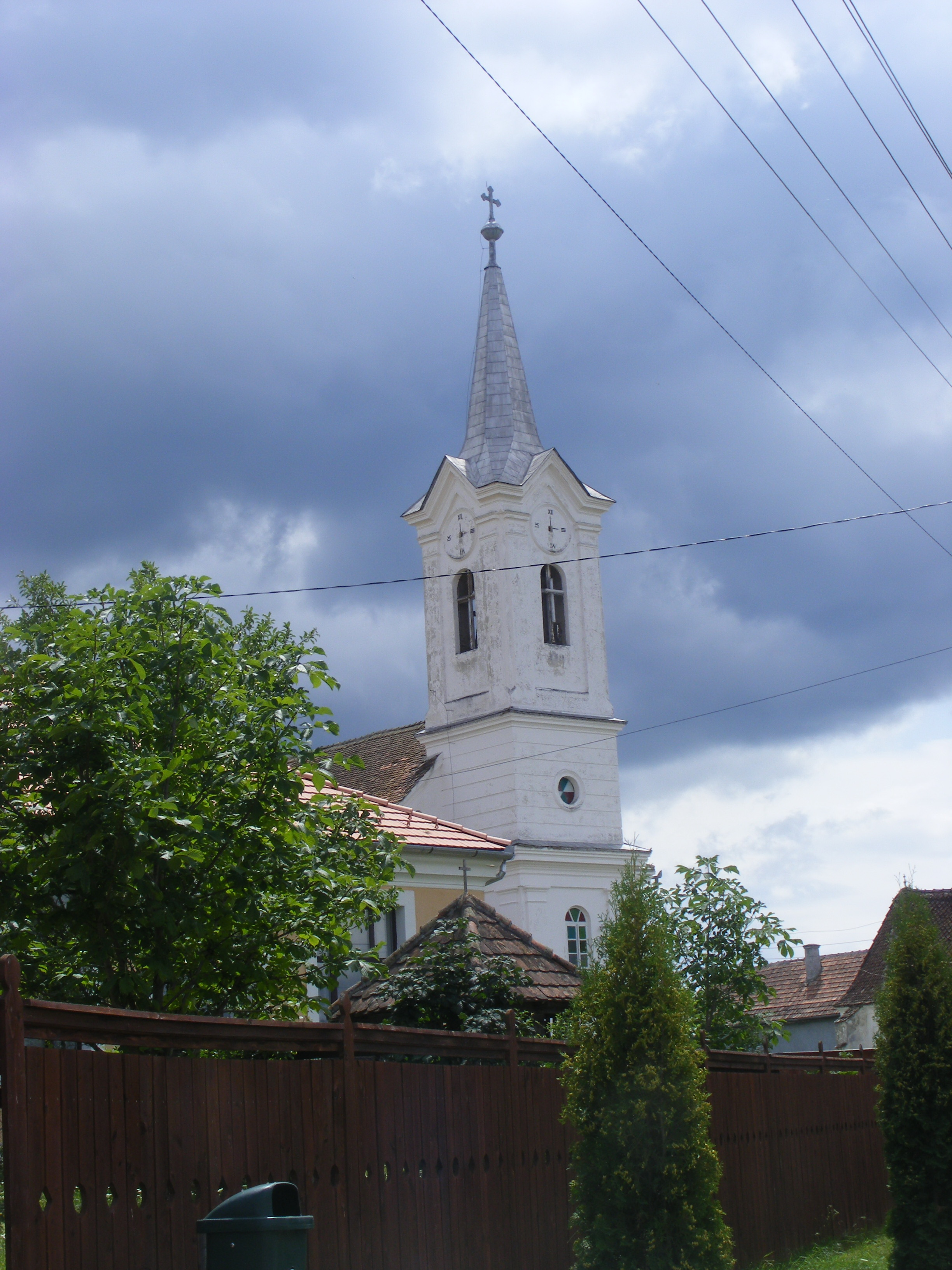
Römisch-katholische Kirche in Lăzărești
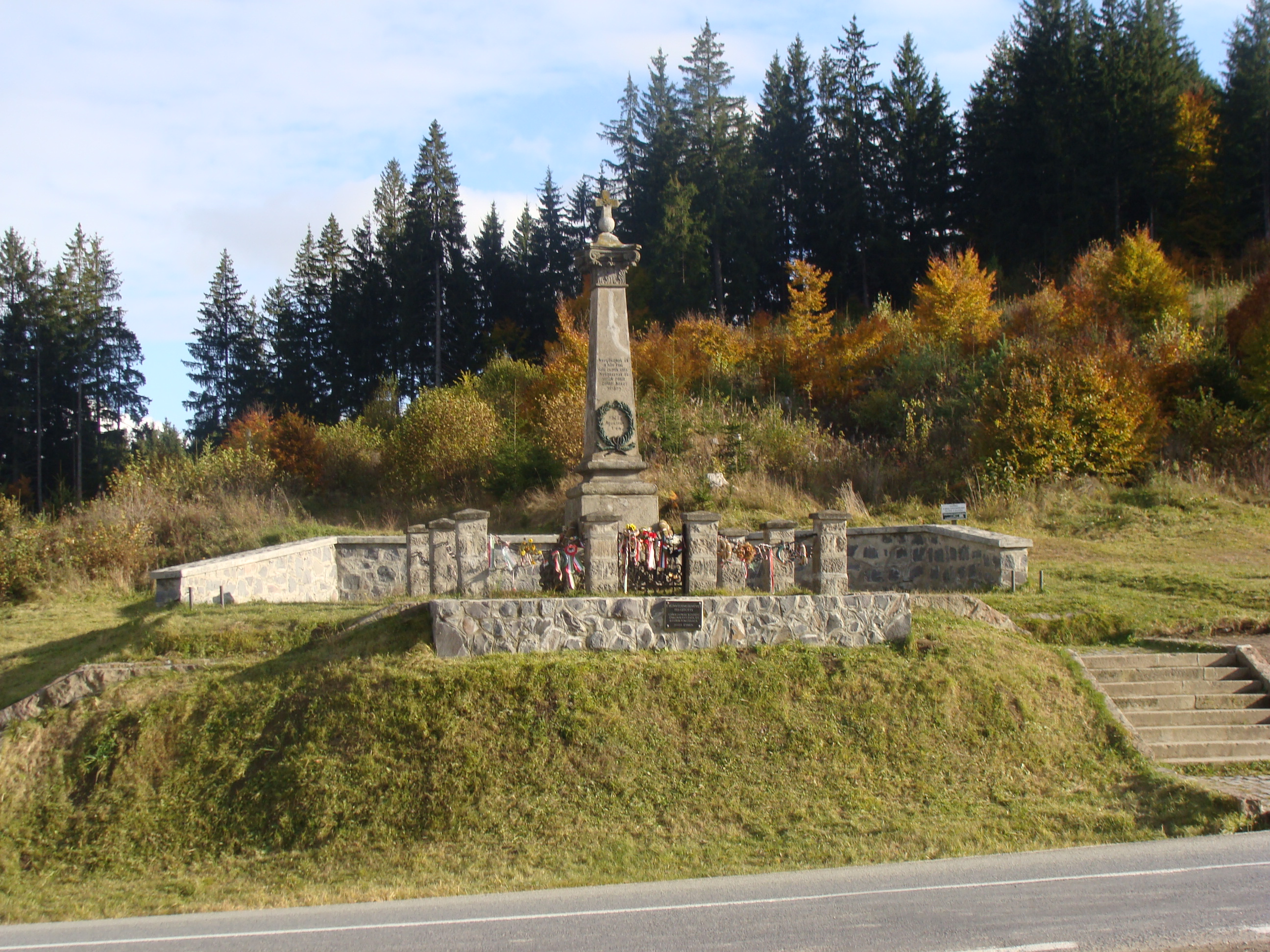
Denkmal am Cașin-Pass

## Persönlichkeiten
- Aloisiu Boga (1886–1954), ein römisch-katholischer Geistlicher war Generalvikar im Erzbistum Alba Iulia und Gegner des Kommunismus. Boga verstarb im Sigheter Gefängnis.[13]
- Ernő András Lőrincz (1900–1998), Arzt und Universitätsprofessor[14]
- Béla Kelemen (1913–1982), Herausgeber des ersten ungarisch-rumänischen Wörterbuchs[15]
- Jakab Máthé (1926–2001), Sprachwissenschaftler[16]